# Belsize Motors

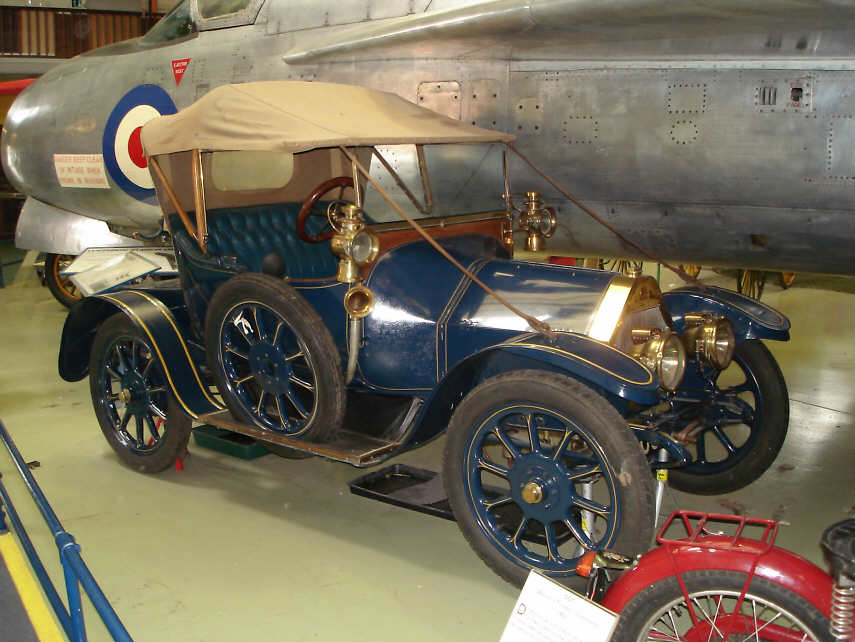
Belsize 1912

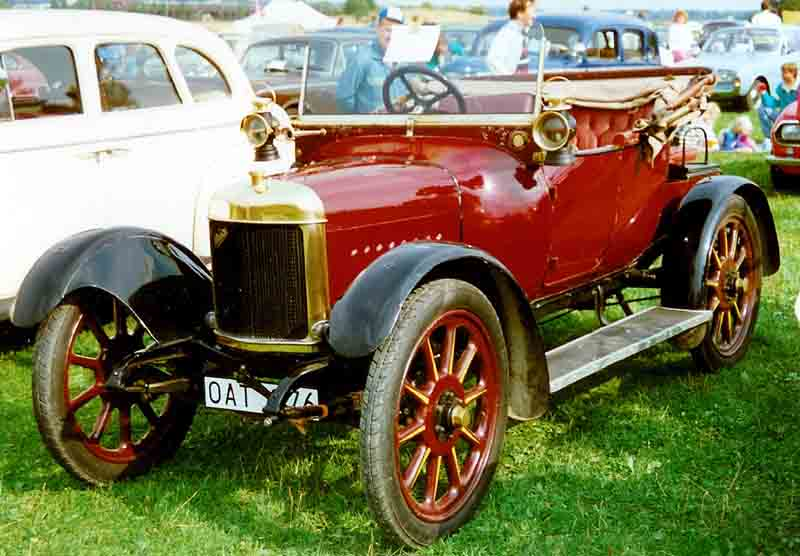
Belsize 10/12 HP Tourer 1912

Belsize Motors var en engelsk biltillverkare från Manchester.
Belsizes första bil var baserad på Marshall, en bil som byggts av en tidigare brittisk cykeltillverkare vid en tud då alla brittiska bilar var kopior eller modifieringar av utländska förebilder. Marshall var en variant av den franska Hurtu, men med kylare framtill. Hurtu var i sin tur helt enkelt den tyska Benz. Den första bilen från Belsize kom 1901. De flesta senare modeller var av modernare konstruktion, bland andra den mest kända modellen med kardandrivning och 2-cylindrig Buchetmotor med mekaniskt påverkade insugsventiler. Den var mycket effektiv för sin tid.
På 1906 års Olympia Show visades en 6-cylindrig kardandriven modell med toppventilmotor. Firman fick gott rykte genom sina konventionella småbilar som hade 4-cylindriga sidventilmotorer med ovanligt hög effekt. De hade motor och växellåda sammanbyggda samt snäckväxel i bakaxeln. Även taxibilar och lastbilar tillverkades.
Basmodellen 1920 var Fifteen med en 2,8-litersmotor, men 1921 kom åter en liten bil, Belsize-Bradshaw. Den hade en V2-motor med toppventiler (1094 cc) och oljekylning, Konstruktionen var gjord av Granville Bradshaw och hade en jämnare gång jämfört med de flesta andra konventionella 2-cylindriga motorer. Bradshaw konstruerade också liknande oljekylda motorer för motorcykel- och biltillverkare. Motorn i Belsize-Bradshaw var emellertid opålitlig och bräcklig och ersattes med en vattenkyld fyra. Tots detta kallades alla bilar 1924 för Belsize-Bradshaw. Firmans sista försök handlade om flercylindriga motorer i litet format. Man kom med en toppventilsexa på 1696 cc 1924 och en 2,5-liters rak åtta med toppventiler året därpå. Företaget gick dock i konkurs innan man hade hunnit tillverka många av dessa.